# Berrocalejo de Aragona
Berrocalejo de Aragona – gmina w Hiszpanii, w prowincji Ávila, w Kastylii i León, o powierzchni 9,01 km². W 2011 roku gmina liczyła 52 mieszkańców.